# Masindi (district)
Le district de Masindi est un district de l'ouest de l'Ouganda. Sa capitale est Masindi.

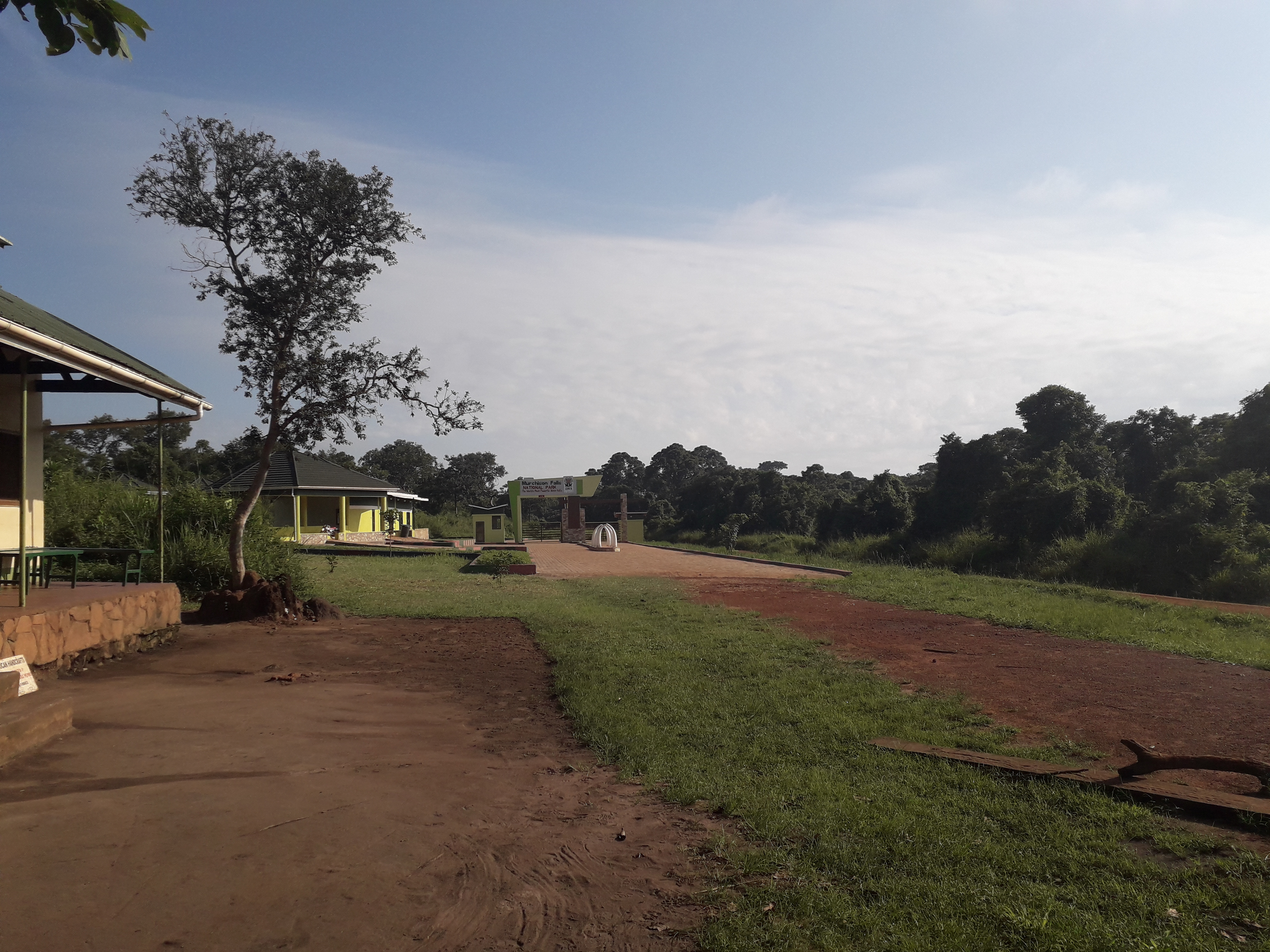
Entrée du parc national de Murchison Falls.

## Personnalités liées à cette région
- Florence Nkurukenda (1941-), éducatrice et députée ougandaise, représentante du district au sein du Mouvement de résistance nationale de 1989 à 1996.